# Кашка (деревня)
Кашка — упразднённая в 1970-е годы деревня в Свердловской области России.  Располагалась на территории современного городского округа город Нижний Тагил.

## Географическое положение

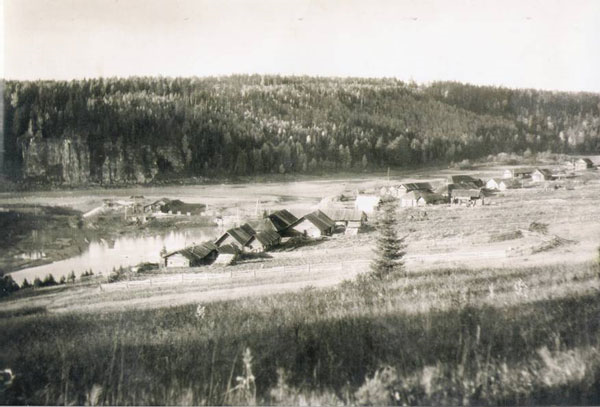
Деревня Кашка в конце 1940-х годов

Урочище (бывшая деревня) Кашка находится на левом берегу реки Чусовая на 167 километре от камня Собачьи Ребра.

## История
Деревня основана в начале XVIII века переселенцами из деревни Алапаевки, привезёнными Строгановыми. Деревню назвали Кашкой по названию реки впадавшей здесь в Чусовую. На реке Кашка была возведена плотина, на которой построили пильную мельницу. Предположительно, Кашка - фамилия одного из переселенцев. Первыми переселенцами также были Зырянкины, Зворыгины и Путинцевы. 
В Кашку возили зерно из Харёнок и Усть-Утки на мельницу. До Великой Отечественной войны в Кашке насчитывалось семьдесят два двора. На фронте погибли двадцать шесть селян. В 1946 году на реке Кашке построили гидроэлектростанцию, снабжавшую электричеством окрестные деревни. До 1970-х годов заготовляли лес и сплавляли его по реке Чусовой. В 1960-х годах деревня стала «неперспективной», лесопилку и мельницу перевезли в Харёнки, а в 1974 году деревня Кашка исчезла. 

### Кашкинская пристань
В 1722 году тут была построена Кашкинская пристань. На пристани делали по 60 барок и отправляли с железом и зерном.
В очерке «Бойцы» Д.Н. Мамин-Сибиряк писал, что «пристань Кашка рассыпала свои домики на левом берегу Чусовой, на низкой отлогости, которую далеко заливает вешняя вода. Вид на пристань чистенький и опрятный». А в 1912 году пристань запечатлел С.М. Прокудин-Горский.